# Francisco de Paula Taforó Zamora
Francisco de Paula Taforó y Zamora (Valparaíso, 1817-Santiago, 27 de enero de 1889) fue un presbítero y político chileno.
Fue hijo de José Ignacio Taforó y María Jesús Zamora y Astorga. Hizo sus estudios en el convento de Santo Domingo y en el Seminario de Santiago, del cual fue más tarde profesor de latín. Fue ordenado presbítero en julio de 1839.

## Vida clerical
Sus primeros pasos en el sacerdocio los dio como misionero en Atacama y fue vicario de Copiapó. Allí estableció el Colegio San Luis Gonzaga y reedificó la iglesia y el Convento de los Franciscanos.
Regresó a Santiago en 1847 y fue nombrado miembro de la Facultad de Teología y Ciencias Sagradas de la Universidad de Chile; escribió un "Compendio de Historia Sagrada" adoptado por el gobierno como libro de enseñanza para los colegios.
Fue rector y catedrático del Liceo Santiago y formó parte del consejo directivo de la Sociedad de Instrucción Primaria, para lo cual redactó un "Catecismo de la Doctrina Cristiana". 
En esta época escribió algunas de sus más conocidas obras, como son: Catecismo elemental de Religión, Manual de Virtud, Moral y Urbanidad, Práctica de los Ejercicios Espirituales de San Ignacio, Compendio de la Vida de Santa Verónica de Juliani y Libro de las Cárceles y Sermones. 

## Vida política
En 1846 se inició en la vida política como miembro del Partido Liberal y fue elegido diputado por Talca en 1846. En 1849 fue diputado por Linares. En este período, integró la Comisión Permanente de Negocios Eclesiásticos. 
Recorrió Europa y algunos países de América entre 1851 y 1855. Estando en Arequipa, tuvo que intervenir a favor de la paz en la guerra civil peruana. Regresó a Chile en 1855 y llegó a los más altos puestos en la Iglesia Metropolitana hasta llegar a arcediano en 1887. 
En 1874 fue nombrado consejero de Estado, siéndolo también en las administraciones de Federico Errázuriz Zañartu, de Aníbal Pinto, de Domingo Santa María y de José Manuel Balmaceda. En 1876 hizo un nuevo viaje a Europa. Regresó a Chile y cooperó a la fundación del Cuerpo de Bomberos y atendió a los enfermos de los lazaretos. Fue atacado por la prensa católica, por sus ideas liberales y por rebelarse contra la autoridad eclesiástica. 
En 1878 fue propuesto para suceder a monseñor Rafael Valdivieso Zañartu en el arzobispado, pero la propuesta no fue aceptada por el papa, lo que originó conflictos entre el papado y Chile. El gobierno propuso al papa su nombramiento de arzobispo de Santiago, pero el clero de Santiago le presentó una fuerte e implacable oposición, por lo que rogó al gobierno que prescindiera de él para este puesto, produciéndose una de las más serias dificultades entre Gobierno e Iglesia. Taforó presentó al gobierno la renuncia irrevocable de su candidatura, con lo que se produjo un impasse que se vino a solucionar nueve años más tarde con el nombramiento de monseñor Mariano Casanova. En el intertanto, se desempeñó como vicario a cargo de la diócesis Joaquín Larraín Gandarillas. 
En su testamento declaró que era católico y que jamás había pertenecido a la masonería, como habían asegurado los que se opusieron a su consagración arzobispal.